# Меньшов, Евгений Александрович
Евге́ний Алекса́ндрович Меньшо́в (19 ноября 1947, Горький — 19 мая 2015, Москва) — советский и российский актёр театра и кино, телеведущий. Народный артист Российской Федерации (2005). Член Союза кинематографистов Российской Федерации.
Наиболее известен как многолетний ведущий ежегодного российского телевизионного музыкального фестиваля «Песня года».

## Биография
Родился 19 ноября 1947 года в городе Горьком (ныне — Нижний Новгород), РСФСР.
Отец — Меньшов, Александр Николаевич (1920—1997), мать — Меньшова, Георгина Васильевна (1924—1989).
Окончил Горьковское театральное училище и Школу-студию МХАТ, по окончании которой, с 1971 года, стал актёром Московского драматического театра имени Н. В. Гоголя.
С 1988 по 1991 год, и с 1993 по 2004 год, и в 2006 году (в 1992 году не проводился) вместе с ведущей Ангелиной Вовк 17 раз вёл на советском, а затем на российском телевидении ежегодный телевизионный музыкальный фестиваль «Песня года».
В последние годы являлся художественным руководителем кинокомпании «Изарус Фильм», возглавляемой Алиджаном Ибрагимовым и созданной на основе кинокомпании «Ментор синема».
31 октября 2014 года был экстренно госпитализирован в одну из столичных клиник из-за проблем с почками.
Скончался на 68-м году жизни 19 мая 2015 года в одной из больниц в Москве после тяжёлой и продолжительной болезни.
Похоронен 22 мая 2015 года на Троекуровском кладбище.

### Личная жизнь
О своей личной жизни рассказал сам Евгений Меньшов 23 марта 2012 года в эфире телевизионной программы «Пусть говорят» с Андреем Малаховым на «Первом канале».
Первая жена — Наталия Селивёрстова, актриса. Супруги расстались через восемнадцать лет совместной жизни.
Вторая жена — Лариса Борушко, актриса. С ней Евгений прожил в счастливом браке тоже восемнадцать лет. Лариса ушла из жизни 1 мая 2006 года в Москве в возрасте сорока трёх лет вследствие тяжёлой неизлечимой болезни. От брака с Ларисой у Евгения есть единственный сын — Александр Меньшов, ведёт очень закрытый образ жизни, работает стоматологом, женился, воспитывает наследников.
Третья жена — Ольга Грозная, телеведущая. Получила диплом экономиста, но по специальности никогда не работала, став моделью, рано вышла замуж, на свет появилась дочь, однако первый брак распался. С Меньшовым они прожили вместе восемь лет (2007—2015). После его смерти покинула страну вместе с ребёнком и в настоящее время проживает за границей.

## Творчество

### Фильмография
1. 1972 — А зори здесь тихие — турист
2. 1973 — Облака — Митя
3. 1973 — Ребята с нашего двора (фильм-спектакль) — Алексей
4. 1976 — Житейское дело (киноальманах) — Митя Солнышков, рядовой, радист
5. 1976 — Пока стоят горы — Александр Селезнёв, альпинист
6. 1980 — Где ты, любовь? — Андрей
7. 1980 — Главный конструктор — адъютант Рагозина
8. 1980 — Мелодия на два голоса — Кирилл Воробьёв
9. 1981 — Похищение века — Полукарпов
10. 1981 — Тёплое место (фильм-спектакль) — Батяйкин
11. 1981 — Третье измерение — Сергей Владимирович Володин, штурман, капитан 3-го ранга
12. 1982 — Государственная граница. Восточный рубеж — Мельников, генеральный консул в Харбине
13. 1982 — Сто первый — Георгий Нестеренко, военный (главная роль)
14. 1983 — Высокая проба — Костя Коптюгов, бригадир литейщиков
15. 1983 — Комбаты — Олег Седов, майор, танкист
16. 1985 — Новоселье (фильм-спектакль) — Манин
17. 1985 — Тревоги первых птиц — Василий Калина
18. 1986 — Постарайся остаться живым — Фомичёв
19. 1988 — Красный цвет папоротника — Кароль, польский коммунист
20. 1994 — После грехопадения (фильм-спектакль) — Микки
21. 1995 — Авантюра — Андрей Степанов, капитан корабля
22. 2005 — Александровский сад — Владимир Константинович Казарин
23. 2007 — Три дня в Одессе (Александровский сад 2) — Владимир Константинович Казарин
24. 2007 — Слуга государев — церемониймейстер
25. 2008 — Охота на Берию (Александровский сад 3) — Владимир Константинович Казарин, заместитель начальника гаража особого назначения
26. 2009 — Естественный отбор — Шведов

## Награды
- Заслуженный артист Российской Федерации (1993) — за заслуги в области театрального искусства[9];
- народный артист Российской Федерации (2005) — за большие заслуги в области искусства[5].